# Tiomanium
Tiomanium is een geslacht van kreeftachtigen uit de klasse van de Malacostraca (hogere kreeftachtigen).

## Soort
- Tiomanium indicum (H. Milne Edwards, 1837)